# Dwars door Vlaanderen
Dwars door Vlaanderen er et cykelløb i Flandern, Belgien. Traditionelt afvikles det om onsdagen som optakt til den flamske cykeluge som begynder med E3 Prijs Vlaanderen om lørdagen og afsluttes med Flandern Rundt en uge senere. Mål er altid i Waregem.
Fra 2017 indgår det i UCI World Tour-kalenderen.

## Vindere
| År                   | Vinder                 | Toer                   | Treer                    |        |
| -------------------- | ---------------------- | ---------------------- | ------------------------ | ------ |
| 1945                 | Rik Van Steenbergen    | Alberic Schotte        | Norbert Callens          |        |
| 1946                 | Maurice Desimpelaere   | Norbert Callens        | Alberic Schotte          |        |
| 1947                 | Albert Sercu           | Julien Van Dijcke      | Émile Masson junior      |        |
| 1948                 | André Rosseel          | Florent Mathieu        | Roger Desmet             |        |
| 1949                 | Raymond Impanis        | Lionel Van Brabant     | Maurice Mollin           |        |
| 1950                 | André Rosseel          | Emiel Van der Veken    | Jules Depoorter          |        |
| 1951                 | Raymond Impanis        | Marcel Hendrickx       | André Rosseel            |        |
| 1952                 | André Maelbrancke      | Lode Wouters           | Karel De Baere           |        |
| 1953                 | Alberic Schotte        | Adri Voorting          | Marcel De Mulder         |        |
| 1954                 | Germain Derycke        | Alberic Schotte        | Florent Rondelé          |        |
| 1955                 | Alberic Schotte        | Fred De Bruyne         | Alfons Van den Brande    |        |
| 1956                 | Lucien Demunster       | Frans Schoubben        | André Rosseel            |        |
| 1957                 | Noël Foré              | Michel Van Aerde       | André Noyelle            |        |
| 1958                 | André Vlayen           | Norbert Van Tieghem    | Ernest Heyvaert          |        |
| 1959                 | Roger Baens            | Louis Proost           | Alberic Schotte          |        |
| 1960                 | Arthur Decabooter      | Edgard Sorgeloos       | Julien Schepens          |        |
| 1961                 | Maurice Meuleman       | Romain Van Wynsberghe  | Leon Van Daele           |        |
| 1962                 | Martin Van Geneugden   | Piet Rentmeester       | Piet van Est             |        |
| 1963                 | Clément Roman          | Dieter Puschel         | Robert Seneca            |        |
| 1964                 | Piet van Est           | Etienne Vercauteren    | Jos Dewit                |        |
| 1965                 | Alfons Hermans         | Julien Haelterman      | Roger De Breuker         |        |
| 1966                 | Walter Godefroot       | Willy Bocklant         | Peter Post               |        |
| 1967                 | Daniel Van Ryckeghem   | Georges Vandenberghe   | Joseph Spruyt            |        |
| 1968                 | Walter Godefroot       | Willy Monty            | Bernard Van De Kerckhove |        |
| 1969                 | Eric Leman             | Albert Van Vlierberghe | Willy Van Neste          |        |
| 1970                 | Daniel Van Ryckeghem   | Eric Leman             | Frans Verbeeck           |        |
| 1971 Ikke arrangeret |                        |                        |                          |        |
| 1972                 | Marc Demeyer           | Noël Vantyghem         | Eddy Verstraeten         |        |
| 1973                 | Roger Loysch           | Jozef Abelshausen      | Freddy Maertens          |        |
| 1974                 | Louis Verreydt         | Ronny De Witte         | René Pijnen              |        |
| 1975                 | Cees Priem             | Tino Tabak             | Roger Swerts             |        |
| 1976                 | Willy Planckaert       | Marc Demeyer           | Walter Planckaert        |        |
| 1977                 | Walter Planckaert      | Eric Leman             | Marc Demeyer             |        |
| 1978                 | Jos Schipper           | Frank Hoste            | Guido Van Sweevelt       |        |
| 1979                 | Gustaaf Van Roosbroeck | Walter Planckaert      | Jan Raas                 |        |
| 1980                 | Johan van der Meer     | Jan Raas               | Guido Van Sweevelt       |        |
| 1981                 | Frank Hoste            | Cees Priem             | Gerrit Van Gestel        |        |
| 1982                 | Jan Raas               | Jean-Luc Vandenbroucke | Eddy Vanhaerens          |        |
| 1983                 | Etienne De Wilde       | Jan Raas               | Eric Vanderaerden        |        |
| 1984                 | Walter Planckaert      | Rudy Mathys            | Marc Sergeant            |        |
| 1985                 | Eddy Planckaert        | Eric Vanderaerden      | Jozef Lieckens           |        |
| 1986                 | Eric Vanderaerden      | Adrie van der Poel     | Peter Stevenhaagen       |        |
| 1987                 | Jelle Nijdam           | Herman Frison          | Seán Kelly               |        |
| 1988                 | John Talen             | Alfons De Wolf         | Nico Verhoeven           |        |
| 1989                 | Dirk De Wolf           | Theo de Rooij          | Johan Museeuw            |        |
| 1990                 | Edwig Van Hooydonck    | Adrie van der Poel     | Marc Sergeant            |        |
| 1991                 | Eric Vanderaerden      | Uwe Raab               | Remig Stumpf             |        |
| 1992                 | Olaf Ludwig            | Michel Zanoli          | Jean-Pierre Heynderickx  |        |
| 1993                 | Johan Museeuw          | Franco Ballerini       | Jo Planckaert            |        |
| 1994                 | Carlo Bomans           | Marc Sergeant          | Ludwig Willems           |        |
| 1995                 | Jelle Nijdam           | Tom Steels             | Adriano Baffi            |        |
| 1996                 | Tristan Hoffman        | Edwig Van Hooydonck    | Brian Holm               |        |
| 1997                 | Andrei Tchmil          | Ludovic Auger          | Hans De Clercq           |        |
| 1998                 | Tom Steels             | Johan Capiot           | Andrei Tchmil            |        |
| 1999                 | Johan Museeuw          | Michel Vanhaecke       | Chris Peers              |        |
| 2000                 | Tristan Hoffman        | Peter Van Petegem      | Lars Michaelsen          |        |
| 2001                 | Niko Eeckhout          | Wilfried Peeters       | Arvis Piziks             |        |
| 2002                 | Baden Cooke            | László Bodrogi         | Jo Planckaert            |        |
| 2003                 | Robbie McEwen          | Baden Cooke            | Max van Heeswijk         |        |
| 2004                 | Ludovic Capelle        | Jaan Kirsipuu          | Roger Hammond            |        |
| 2005                 | Niko Eeckhout          | Roger Hammond          | Gabriele Balducci        |        |
| 2006                 | Frederik Veuchelen     | Jeremy Hunt            | Lloyd Mondory            |        |
| 2007                 | Tom Boonen             | Niko Eeckhout          | Stuart O'Grady           |        |
| 2008                 | Sylvain Chavanel       | Steven de Jongh        | Niko Eeckhout            |        |
| 2009                 | Kevin Van Impe         | Niko Eeckhout          | Tom Boonen               |        |
| 2010                 | Matti Breschel         | Björn Leukemans        | Niki Terpstra            |        |
| 2011                 | Nick Nuyens            | Geraint Thomas         | Tyler Farrar             |        |
| 2012                 | Niki Terpstra          | Sylvain Chavanel       | Koen de Kort             |        |
| 2013                 | Oscar Gatto            | Borut Božič            | Mathew Hayman            |        |
| 2014                 | Niki Terpstra          | Tyler Farrar           | Borut Božič              |        |
| 2015                 | Jelle Wallays          | Edward Theuns          | Dylan van Baarle         |        |
| 2016                 | Jens Debusschere       | Bryan Coquard          | Edward Theuns            |        |
| 2017                 | Yves Lampaert          | Philippe Gilbert       | Aleksej Lutsenko         |        |
| 2018                 | Yves Lampaert          | Mike Teunissen         | Sep Vanmarcke            |        |
| 2019                 | Mathieu van der Poel   | Anthony Turgis         | Bob Jungels              |        |
| 2020                 | aflyst                 | aflyst                 | aflyst                   | aflyst |
| 2021                 | Dylan van Baarle       | Christophe Laporte     | Tim Merlier              |        |
| 2022                 | Mathieu van der Poel   | Tiesj Benoot           | Tom Pidcock              |        |
| 2023                 | Christophe Laporte     | Oier Lazkano           | Neilson Powless          |        |
| 2024                 | Matteo Jorgenson       | Jonas Abrahamsen       | Stefan Küng              |        |
| 2025                 |                        |                        |                          |        |